# Кузьниця-Концька
Кузьниця-Концька (пол. Kuźnica Kącka) — село в Польщі, у гміні Сосне Островського повіту Великопольського воєводства.
Населення — 52 особи (2011).

## Демографія
Демографічна структура станом на 31 березня 2011 року:
|          | Загалом | Допрацездатний вік | Працездатний вік | Постпрацездатний вік |
| -------- | ------- | ------------------ | ---------------- | -------------------- |
| Чоловіки | 22      | 6                  | 15               | 1                    |
| Жінки    | 30      | 7                  | 16               | 7                    |
| Разом    | 52      | 13                 | 31               | 8                    |